# Бабакова Інга Альвідосівна
І́нга Альвідо́сівна Бабако́ва (при народженні Інгрид Альвідасівна Буткус, нар. 27 червня 1967, Ашгабат, нині Туркменістан) — українська спортсменка (легка атлетика, стрибки у висоту); заслужений майстер спорту; чемпіонка світу 1999 року, багаторазова призерка чемпіонатів світу з легкої атлетики, бронзова — Олімпійських ігор 1996 в Атланті; переможниця та призерка багатьох міжнародних змагань, рекордсменка України з результатом 205 см (Токіо, 1995 р.). За підсумками міжнародних стартів визнана найкращою стрибункою світу у висоту 1995 року.
Станом на 1 червня 2015 року володарка світового рекорду серед спортсменок віком понад 35 років з результатом 201 см (Осло, 3 червня 2003 року).
Перший тренер — Анатолій Чинченко.
Член Європейської комісії атлетів і комісії атлетів НОК України. Повний кавалер ордена «За заслуги» трьох ступенів.
Закінчила Миколаївський педагогічний інститут (1990 р.). Тренує Вікторію Стьопіну.
Підполковник міліції.
Одружена з Сергієм Бабаковим (був і її тренером), виховує сина (18 років) та дочку (10 років).
Проживає в Миколаєві.